# Eps
Eps è un comune francese di 246 abitanti situato nel dipartimento del Passo di Calais, nella regione dell'Alta Francia.

## Storia

### Simboli
Il comune ha ripreso lo stemma di Jean d'Eps, scudiero, signore del luogo nel 1474, che portava un'aquila bicefala di nero in campo d'argento, cambiando però lo smalto del becco e degli artigli.

## Società

### Evoluzione demografica
Abitanti censiti